# Collegio elettorale di Bolzano (Regno d'Italia)
Il collegio elettorale di Bolzano è stato un collegio elettorale di lista del Regno d'Italia per l'elezione della Camera dei deputati.

## Storia
Il collegio di lista fu istituito tramite regio decreto 20 marzo 1921, n. 330, in seguito alla riforma che definì 40 collegi elettorali.
Fu soppresso definitivamente con l'istituzione del collegio unico nazionale tramite regio decreto del 13 dicembre 1923, n. 2694.
| Legislature           | VIII | IX   | X    | XI   | XII  | XIII | XIV  | XV   | XVI  | XVII | XVIII | XIX  | XX   | XXI  | XXII | XXIII | XXIV | XXV  | XXVI | XXVII | XXVIII | XXIX | XXX  |
| --------------------- | ---- | ---- | ---- | ---- | ---- | ---- | ---- | ---- | ---- | ---- | ----- | ---- | ---- | ---- | ---- | ----- | ---- | ---- | ---- | ----- | ------ | ---- | ---- |
| Elezioni              | 1861 | 1865 | 1867 | 1870 | 1874 | 1876 | 1880 | 1882 | 1886 | 1890 | 1892  | 1895 | 1897 | 1900 | 1904 | 1909  | 1913 | 1919 | 1921 | 1924  | 1929   | 1934 | 1939 |
| Deputati nel collegio |      |      |      |      |      |      |      |      |      |      |       |      |      |      |      |       |      |      | 4    |       |        |      |      |
|                       |      |      |      |      |      |      |      |      |      |      |       |      |      |      |      |       |      |      |      |       |        |      |      |
| Totale eletti         | 443  | 493  | 493  | 508  | 508  | 508  | 508  | 508  | 508  | 508  | 508   | 508  | 508  | 508  | 508  | 508   | 508  | 508  | 535  | 535   | 400    | 400  |      |
| Numero collegi        | 443  | 493  | 493  | 508  | 508  | 508  | 508  | 135  | 135  | 135  | 508   | 508  | 508  | 508  | 508  | 508   | 508  | 54   | 40   | 15    | 1      | 1    |      |

## Territorio

Collegi plurinominali del 1921-1923.

Nel 1921 comprendeva la città statutaria di Bolzano e i distretti politici di Bolzano (meno i tre comuni inclusi nel Collegio di Trento), Bressanone, Brunico (coi comuni annessi del distretto politico di Lienz e meno il distretto giudiziario di Marebbe-Enneberg), Merano e Silandro-Schanders (coi comuni annessi del distretto politico di Landeck).

## Dati elettorali

### XXVI legislatura

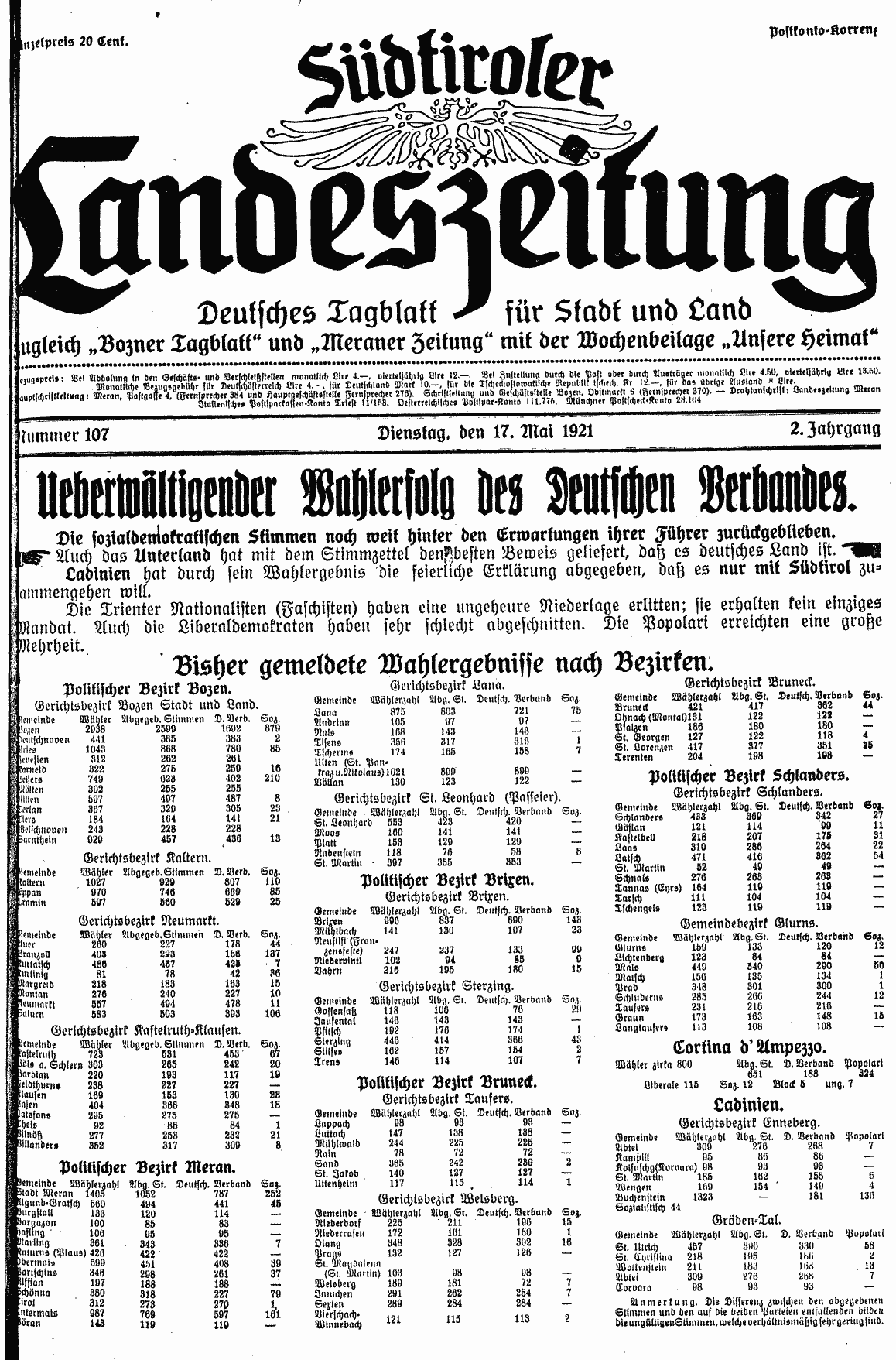
L'esito del voto nel collegio di Bolzano, come riportato dalla Südtiroler Landeszeitung del 17 maggio 1921, p. 1

Le votazioni si svolsero in 40 collegi (39 di lista e uno uninominale) con la normativa del 1919 che per i collegi di lista stabiliva il numero di eletti per ogni lista sulla base dei voti di lista e sul numero di voti dei candidati al di fuori della propria lista.
| Partito                            | Partito                            | Risultati 15 maggio 1921 | Risultati 15 maggio 1921 | Risultati 15 maggio 1921 | Seggi | Seggi |
| Partito                            | Partito                            | Voti                     | %                        | ±                        | Num   | ±     |
| ---------------------------------- | ---------------------------------- | ------------------------ | ------------------------ | ------------------------ | ----- | ----- |
|                                    | Blocco dei partiti tedeschi        | 36 664                   | 90,17                    | n.d.                     | 4     | n.d.  |
|                                    | Sociale democratico                | 3 996                    | 9,83                     | n.d.                     | 0     | n.d.  |
|                                    |                                    |                          |                          |                          |       |       |
| Iscritti                           | Iscritti                           | 47 140                   | 100,00                   |                          |       |       |
| ↳ Votanti (% su iscritti)          | ↳ Votanti (% su iscritti)          | 41 123                   | 87,24                    | n.d.                     |       |       |
| ↳ Voti validi (% su votanti)       | ↳ Voti validi (% su votanti)       | 40 660                   | 98,87                    |                          |       |       |
| ↳ Schede non valide (% su votanti) | ↳ Schede non valide (% su votanti) | 463                      | 1,13                     |                          |       |       |
| ↳ Astenuti (% su iscritti)         | ↳ Astenuti (% su iscritti)         | 6 017                    | 12,76                    |                          |       |       |

| Eletti | Eletti                    |
| ------ | ------------------------- |
|        | Eduard Reut-Nicolussi     |
|        | Karl Tinzl                |
|        | Wilhelm Walther           |
|        | Friedrich Toggenburg Graf |